# Холлис, Дензил
Дензил Холлис, 1-й барон Холлис (англ. Denzil Holles, 1st Baron Holles, 31 октября 1599, Лондон, Королевство Англия — 17 февраля 1680, Лондон, Королевство Англия) — английский государственный деятель и писатель, более известный как один из пяти членов Парламента, которых король Карл I пытался арестовать в 1642 году.

## Ранние годы
Дензил Холлис был третьим сыном Джона Холлиса, 1-го графа Клэра и Анны, дочери сэра Томаса Стэнхоупа. Он был любимым сыном у отца и был наделён большими способностями, что позволило ему сделать карьеру. Дензил был другом детства короля Карла I, но в будущем стал одним из самых непримиримых противников деспотического королевского режима. Его отец не был сторонником администрации Стюартов, и был особенно враждебно настроен к герцогу Бэкингему. Когда Карл I взошёл на престол, графу Клэру было отказано в королевской благосклонности.
В 1624 году Дензил Холлис вернулся в Парламент, заняв место от округа Митчелл, графства Корнуолл, а в 1628 году занял место от Дорчестера. Внешняя политика, проводимая династией Стюартов, вызывала у него острое чувство унижения. В письме от 29 ноября 1629 года к своему зятю Страффорду он сурово осуждает поведение Бекингема в ходе экспедиции на остров Рэ, по словам Холлиса: «С тех пор как Англия стала Англией, она не получала столь бесчестных ударов». Холлис присоединился к требующим отставки Бекингема в 1628 году.

## Деятельность в Парламенте, арест и заключение
Эти протесты добавились к волне недовольства, поднявшийся по причине злоупотреблений, допускаемых королевской судебной администрацией. 2 марта 1629 когда спикер сэр Джон Финч отказался поставить на обсуждение Protestations сэра Джона Элиота и был близок к тому, чтобы закрыть Парламент по приказу короля, Холлис и другой член Парламента сэр Уолтер Лонг толкнули его обратно в кресло и поклялись: «Ему следует сидеть, пока он не позволит им подняться». В это время Элиот после отказа спикера прочесть Protestations бросил их в огонь. Пристав чёрного жезла постучал в двери, требуя открыть их, и король послал за охраной. Однако Холлис заявил, что он не сможет оказать королю или стране большей услуги чем поставить Protestations на обсуждение, все члены Парламента поднялись со своих мест и зааплодировали. На следующий день вышел ордер на арест Холлиса и его приспешников. Король пришёл к решению править страной без помощи Парламента, этот период (Одиннадцатилетняя тирания) растянулась на 11 лет.
Сначала они предстали перед Звёздной Палатой а потом перед Судом королевской скамьи. В ходе последнего суда Холлис предложил внести залог, но отказался от поручительства за хорошее поведение и доказывал, что преступления, предположительно совершённые в стенах Парламента, не попадают под юрисдикцию] суда. После его отказа отвечать на обвинения он был приговорён к штрафу в тысячу марок и к заключению по воле короля. Некоторое время Холлис находился в лондонском Тауэре в условиях строгой изоляции. Вскоре «строгое» заключение сменилось на «безопасное», заключённый получил возможность бывать на воздухе и упражняться, но был вынужден содержать себя на собственные средства. 29 октября Холлис, Элиот и Валентин были переведены в тюрьму Маршалси. Его сопротивление тирании короля не оказалось столь упорным как у его товарищей по несчастью. Среди бумаг государственного секретаря сэра Джона Коука найдено прошение Холлиса, составленное в скромном и смиренном тоне, чтобы восстановить благосклонность короля, дав гарантии безопасности, требуемые за его хорошее поведение и был освобождён в начале 1630 года, залог позволили внести 30 октября.

## Передреволюцией
Будучи изгнанным из Лондона Холлис переехал в сельскую местность, находясь там в 1637—1638 годах он выплачивал свой штраф. В июле 1644 парламент возместил ему сумму штрафных выплат, в 1668 приговор был пересмотрен ввиду ошибочного приказа. В 1638, несмотря на свой опыт выступления против власти Холлис стал одним из лидеров выступления против закона о сборе корабельных денег в своём округе, хотя может показаться, что он впоследствии подчинился. К концу Одиннадцатилетней тирании Холлис стал членом Короткого и Долгого парламентов, собравшихся в 1640. Согласно мнению Лейда он был «одним из главных заводил Палаты общин», по мнению Кларендона Холлис был «политиком, который принимал больше участия чем кто-либо из его партии» и человеком с наибольшей властью.
Однако он не пользовался доверием республиканской партии. Хотя он и был назван первым из тех политиков, кто привёл к отставке графа Страффорда, Холлис принял лишь небольшое участие в судебном преследовании графа. Согласно Вильяму Лауду он дал Страффорду надежду сохранить свою жизнь, если граф использует своё влияние на короля, чтобы побудить монарха отменить епископальную систему церковного управления, однако Страффорд отказался и Холлис посоветовал Карлу, чтобы граф попросил отсрочку исполнения приговора, в ходе которой он способствует замене смертного приговора. На парламентских дебатах по обвинению графа в государственной измене он выступил от лица фамилии Страффорда и позднее добился у парламента некоторой помощи для старшего сына графа. Во всех прочих парламентских делах Холлис играл ведущую роль. Он был одним из главных заводил протеста 3 мая 1641 года, текст которого сам отнёс в Палату лордов, настаивая на их одобрении. Хотя, согласно Кларендону, он, не надеявшись скинуть власть церкви, показал себя решительным противником епископов.
Холлис принял участие в импичменте Лауда члена палаты пэров, поддержал петицию лондонцев об отмене епископальной системы и билль об отмене епископства «с корнями и ветвями» и впоследствии настаивал, чтобы епископы, обвинённые за своё поведение в деле об поздних канонах должны быть также обвинены в измене. Холлис проявил такую же энергию в делах Ирландии в ходе вспышки восстания, яростно отстаивал независимость и прозрачность суда и выступал против толерантности к последователям римско-католической церкви. 9 июля 1641 Холлис обратился к Палате лордов от лица королевы Богемии, в большой степени высказывая лояльность к королю и королевской семье и настаивая на необходимости повсеместной поддержки протестантской религии. Вместе с Пимом Холлис составил Великий протест и 22 ноября 1641 года произнёс энергичную речь в поддержку протеста, в которой заявил о праве Парламента выносить такие заявления и утверждал: «Если короли введены в заблуждение собственными советниками, мы можем и должны сказать им об этом».
15 декабря он выступил с речью в избирательном округе в поддержку напечатания этого. Он также проявил активность будучи участником милиции. Холлис поддержал Билль о милиции Артура Хасельрига. 31 декабря он поднял запрос палаты общин к королю по поводу охраны под командованием Эссекса. Сэр Ральф Верни заявил: «Сила Холлиса и его репутация обеспечили успех всех действий». После провала попытки суда переманить Холлиса и остальных предложив им посты в администрации Холлис стал одним из пяти членов парламента против которых король возбудил дело о государственной измене]. Холлис сразу же оценил всю значимость поступка короля и после триумфального возвращения в парламент 11 января 1642 года проявил себя как ярый оппозиционер деспотической королевской политики. Он потребовал чтобы первым делом должно быть снято обвинение с членов парламента. Холлис выступил как лидер выступавших за импичмент герцога Ричмонда. 31 января 1642 поднял прошение о милиции перед Палатой лордов, при этом взял очень угрожающий тон и в то же время представил петицию нескольких тысяч ремесленников (предположительно голодавших), которые собрались вокруг парламента. 15 июня 1642 года он поддержал петицию об импичменте девяти лордов покинувших парламент. 4 июля Холлис был назначен одним из членов комитета по безопасности.

## Революция
В начале Гражданской войны Холлис был заместителем командующего Бристолем и был послан на запад в Бедфорд против маркиза Хертфорда. Он принял участие в безуспешной осаде замка Шернборн. Также Холлис участвовал в битве при Эджхилле, где его полк из пуритан набранный в Лондоне оказался одним из немногих которые держались стойко и спасли день для Парламента. 13 ноября когда Холлис отсутствовал его люди подверглись внезапной атаке у Брентфорда и отступили после стойкого сопротивления. В декабре его кандидатуру предложили на пост командующего войсками на западе но Холлис отказался от этого назначения. Несмотря на его участие в боях по приказу парламента, призыв к оружию сначала казался Холлису неприятным. В начале сентября он удивил Парламент заметным снижением своего бывшего «неистового и горящего духа», такое изменение отношения сделало его жертвой насмешек его противников, которые с презрением приписывали причину этого катастрофой под Брентфордом или недавней женитьбой Холлиса.
Возможно Холлис предвидел, что на чей стороне не оказалась бы победа борьба может закончиться только подавлением конституции и поражением партии умеренного толка с которой были связаны все его надежды. Его чувства и политическое мнение было по существу аристократическим, он с ужасом рассматривал перспективу передачи власти над страной от короля и правящих фамилий к парламентским лидерам. Сейчас он призывал к миру и урегулированию раздоров посредством уступок с обеих сторон. Это предложение являлось очень опасным, поскольку его выполнение представлялось практически невозможным и могло только ослабить парламентское сопротивление и продлить борьбу. Он горячо поддерживал мирные переговоры, проходившие 21 ноября 1642 и 22 декабря 1642 года, его позиция привела к расколу с Пимом и более радикальной партией. В июне 1643 года он был обвинён в соучастии в заговоре Уоллера, но под присягой заявил о своей невиновности, арест Холлиса и других деятелей партии мира планировался в августе, что давало ему возможность успеть покинуть страну.
Успехи короля достигнутые в это время разбили все надежды на заключение мира и в апреле 1644 года Холлис у ратуши обратился к жителям Лондона призвав их «объединиться со своими деньгами, личным вкладом и молитвами вместе, чтобы поддержать эссекскую армию». В ноябре Холлис и Уайтлок возглавили комиссию цель которой состояла заключить договор с королём в Оксфорде. Он стремился убедить роялистов вовремя сделать уступки прежде чем «новая партия горячих голов» одержит верх. Холлис и сэр Уайтлок лично встретились с королём и по требованию Карла составили ответ, где они советовали королю вернуться к парламенту. Их переговоры не были доведены до сведения других уполномоченных или до парламента и хотя они, несомненно, действовали из патриотических побуждений их действия едва ли были совместимы с их положением доверенных парламента. В январе 1645 года Холлис был назначен одним из представителей парламента для обсуждения Аксбриджского договора и пытался обойти ключевой камень преткновения (вопрос о милиции) отложив его обсуждение.
Будучи лидером умеренной (или так называемой пресвитерианской партии) Холлис пришёл к неистовому противостоянию с Кромвелем и армейской фракцией. «Они одинаково ненавидели друг друга» и Холлис не признавал в Кромвеле никаких достоинств, приписывая все его достижения фортуне и воле случая. При поддержке Эссекса и представителей Шотландии Холлис в декабре 1644 года добивался импичмента Кромвеля как подстрекателя между двумя нациями и «горячо» противился декрету о самоотречении. В свою очередь Холлис был обвинён в секретных сношениях с королём в Оксфорде и в переписке с лордом Дигби но после длительного рассмотрения парламентом был провозглашён невиновным 19 июля 1645 года. Холлис стремился к поражению Кромвеля и отказался последовать осторожным советам сэра Энтони Эшли Купера, который настаивал на том, что Кромвель слишком силён, чтобы его спровоцировать или противостоять ему. 29 марта 1647 года Холлис составил скоропалительную декларацию, объявляя учредителей армейской петиции врагами государства. В апреле Холлис вызвал генерала Айртона на дуэль.
Теперь партия армии была настроена решительно против Холлиса. «Они решили любым путём избавиться от него» — заявляет сэр Кларендон. 16 июня 1647 года 11 членов парламента включая Холлиса были обвинены армией в совершении различных преступлений против государства, 23 июня к обвинениям добавилось требование их импичмента и отстранения от должности в котором было отказано. Однако 26-го 11 членов парламента попросили разрешения уйти, чтобы избежать насилия. Их ответ на выдвинутые обвинения был передан в парламент 16 го июля 1647 года, 20-го Холлис покинул парламент произнеся свою «серьёзную и учёную речь» (A grave and learned speech). После бунта подмастерий 26-го (Холлис заявил, что не несёт за бунт никакой ответственности) 11 членов парламента были призваны занять свои места (30-го июля), Холлис был назначен в комитет по безопасности. После перехода спикера и части парламентариев на сторону армии и приближения её к окраинам Лондона Холлис чья партия и политика потерпели ныне полное поражение 22 августа покинул Англию и переехал в Сент-Мер-Эглис в Нормандии.
26 января 1648 года 11 членов парламента не явившиеся чтобы ответить на обвинения, выдвинутые в их адрес были изгнаны. Однако вскоре после этого 3 июня их процессы были аннулированы. С Холлиса (который к тому времени уже вернулся и содержался в Тауэре как заключённый вместе с несколькими из 11 его единомышленников) были сняты обвинения. 14 августа Холлис вернулся на своё место в парламент. Он стал одним из уполномоченных направленных в Ньюпорт для переговоров с королём 18 сентября 1648 года. Будучи осведомлённым о планах радикальной партии Холлис упал к ногам короля и умолял его не тратить время на бесполезные переговоры. Он остался чтобы склонить Карла к уступкам. 1 декабря Холлис получил благодарность от парламента. 6 декабря в ходе «Прайдовой чистки» он отлучился и снова бежал во Францию.

## Республика
В 1651 году, находясь в изгнании, он писал Карлу II, советуя ему прийти к соглашению с шотландцами, это представлялось ему единственным эффективным путём к реставрации монархии, но после заключения альянса он отклонил предложение Карла II занять должность государственного секретаря. В марте 1654 года Кромвель встревоженный заговорами готовящимися против него попытался примириться с некоторыми противниками его правительства и послал Холлису пропуск «с известными обстоятельствами доброты и уважения». Его последующие действия и дата возвращения в Англию остаются неизвестными, но в 1656 году Кромвеля снова охватило негодование к Холлису, так как Кромвель предполагал что Холлис является автором брошюры (в действительности её написал Кларендон). Предположительно Холлис попал в заключение, из которого был освобождён после совещания 2 сентября 1659 года.

## Реставрация монархии
Холлис принял участие в совещании с Джорджем Монком (впоследствии герцогом Альбемарль) в Нортумберленд-хауз, где была прямо предложена реставрация монархии. 21 февраля 1660 года он снова занял своё место в парламенте вместе с secluded членами парламента. 23 февраля Холлис был избран в совет, который должен был вести правительство в ходе междуцарствия. 2 марта голоса поданные против него и конфискация его имений были отменены. 7 марта Холлис занял пост хранителя списков (custos rotulorum) от Дорчестера. Он сыграл ведущую роль в подготовке реставрации, был членом комитета из семи назначенных для написания ответа на письмо короля и одним из депутатов от палаты лордов и палаты общин которые доставили в Гаагу приглашение Карлу II вернуться на трон. Холлис вернулся в Англию чтобы осуществить подготовку к приёму короля. Он был приведён к присяге на тайном совете 5-го июня. Холлис стал одним из 34-х уполномоченных для следствия по делу цареубийц проводимого в сентябре и октябре.

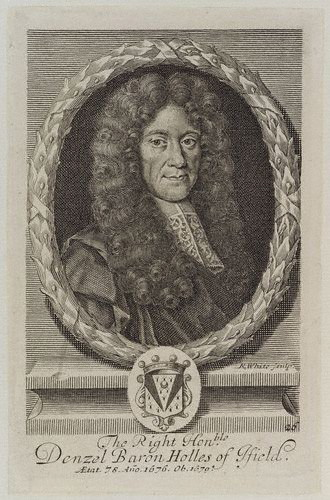
Лорд Холлис в пожилом возрасте

20 апреля 1661 года Холлис получил учреждённый титул барона Холлис (баронат был создан в Итфилде, Суссекс) и с того времени стал одним из ведущих членов верхней палаты парламента. Будучи специалистом по Франции он 7 июля 1663 года был послан послом в эту страну. Он вёл себя демонстративно как англичанин и как ревностный поборник национального достоинства и интересов, но его позиция осложнялась отсутствием поддержки со стороны отечества. 27 января 1666 года был провозглашена война, но Холлиса не отзывали вплоть до мая. Пипс отмечает в своих записях: «Сэр Дж. Кэртегет подсказывает мне что они были с лордом Холлисом и плакали думая о состоянии в которое мы попали». Вскоре после этого (в мае 1667) он был отправлен в другую неприятную миссию где национальная честь снова была поставлена на карту — в Бреду, чтобы добиться мира с Голландией. Он успешно выполнил мисиию статьи договора были подписаны 21 июля. 12 декабря он снова выступил против изгнания лорда Кларендона в результате едва не был изгнан из совета.
В 1668 году он руководил депутатами палаты лордов в известном деле Скиннера, в котором его знание прецедентов принесло большую пользу. По этому случаю он написал трактат «The Grand Question concerning the Judicature of the House of Peeres» (1669). Холлис которого Карл описал как «жёсткого и угрюмого человека» и которого нельзя было подкупить вместе с Галифаксом и Шефтсбери стал лидером сопротивления внутренней и внешней политики короля. Вместе с Галифаксом он выступил против деспотического Сектантского акта от 1670 года и пробной присяги (Test Oath) от 1675 года, его протест был относительно наступления на привилегии пэров. Он энергично отстаивал право лордов записывать свои протесты. 7 января Холлис и Галифакс были уволены из совета.
По случаю подачи петиции от лица палаты общин королю в поддержку союза с голландцами Холлис направил письмо под названием «любовь к нашей стране и ненависть к общему врагу» ван Бенингену в Амстердам, упирая на необходимость создания системы общей обороны против французской агрессии и в поддержку протестантской религии. Холлис заявляет: «Народ силён а правительство слабо» и объясняет причину слабости передачей власти от знати к народу а затем к трём лидерам. Сохранив что было сделано парламентом мы не сделали ни одного необходимого шага или толчка, совершив только один истинный толчок со времён королевы Елизаветы. В этот же год Холлис пытается оконфузить правительство в своём трактате «Some Considerations upon the Question whether the parliament is dissolved by its prorogation for 15 months» (Некоторые соображения относительно вопроса будет ли распущен парламент по указу главы государства через 15 месяцев). Плата лордов расценила трактат как крамольный и скандальный, в это время Холлис опубликовал другой памфлет под заголовком «The Grand Question concerning the Prorogation of this Parliament (otherwise The Long Parliament dissolved) (Большой вопрос о продлении срока этого парламента (иначе Долгий парламент будет распущен)». Корректор памфлета был осуждён на заключение в Тауэр и был оштрафован на 1 тыс. фунтов. Холлис пытался добиться падения лорда Дэнби (в дальнейшем герцога Лидса) и роспуска армии задачей которая по его мнению подавляла национальные свободы.
Холлис в это время (1677—1679) как и многие другие вступил в опасную интригу с французскими посланниками Куртёном и Барийоном и королём Людовиком XIV. Однако он отказался представлять французского короля поскольку был членом совета (сэр Уильям Темпл назначил Холлиса в создаваемый им кабинет). Барийон описывает Холлиса (уже пожилого человека к этому времени) как «единственного человека из всей Англии для которого различные заговоры имеют наибольшее встречное исполнение» (англ. «the man of all England for whom the different cabals have the most consideration»). Холлис стойко выступал против произвольного образования суда. Он проявил сдержанность в ходе лже-папистского заговора и в ходе решения вопроса о преследовании поддерживал скорее Галифакса чем Шефтсбури.

## Смерть
«Холлис был человеком великой храбрости и большой гордости. Он верил и придерживался своей стороны и никогда не менял курс, которого придерживался свою жизнь». Он дискутировал хорошо, но слишком страстно, поскольку терпеть не мог возражений. У него была душа упрямого римлянина старого закала. Он был верным, но грубоватым другом и жестоким но честным врагом. Он обладал подлинным религиозным чувством, течение его жизни было беспорочным, его здравый смысл не замутнялся чувством. Холлис был по сути своей аристократом и вигом по чувству, превратив возможную ненависть Кромвеля к «лордам» в отдельное обвинение против него. Холлис рассматривал гражданские войны скорее как социальную чем политическую революцию и приписывал всё зло своего времени передаче политической власти от правящих семей к «скромнейшему из людей».
Оригинальный текст (англ.)Holles was a man of great courage and of as great pride... He was faithful and firm to his side and never changed through the whole course of his life." He argued well but too vehemently; for he could not bear contradiction. He had the soul of an old stubborn Roman in him. He was a faithful but a rough friend, and a severe but fair enemy. He had a true sense of religion; and was a man of an unblameable course of life and of a sound judgment when it was not biased by passion. Holles was essentially an aristocrat and a Whig in feeling, making Cromwell's supposed hatred of "Lords" a special charge against him; regarding the civil wars rather as a social than as a political revolution, and attributing all the evils of his time to the transference of political power from the governing families to the "meanest of men."

## Семья и потомки
В 1628 году Холлис женился на Дороти, дочери и наследнице сэра Фрэнсиса Эшли. В браке родился единственный ребёнок — Фрэнсис Холлис, ставший после смерти Дензила Холлиса 2-м бароном Холлис. В 1642 году Холлис женился 2-й раз на Джейн, дочери и наследнице сэра Джона Ширли из Ифлида в Суссексе и вдове сэра Уолтера Коверта из Слугама, Суссекс. В браке не было детей. В 1666 году Холлис женился в третий раз на Эстер, дочери и сонаследнице Гидеона Ле Лу из Колумбьерс в Нормандии, вдове Джеймса Ричера. Этот брак также был бездетным.
Пэрство закончилось на его внуке, Дензиле Холлисе (англ.), 3-м бароне Холлис и с 1692 года поместья перешли по наследству Джону Холлису (англ.) (1662—1711), 4-му графу Клэр (англ.) и герцогу Ньюкастл.

## Сочинения
Холлис считался авторитетом в области истории и деятельности парламента и конституции. Кроме памфлетов, о которых уже упомянуто выше Холлис был автором:
- The Case Stated concerning the Judicature of the House of Peers in the Point of Appeals (1675)
- The Case Stated of the Jurisdiction of the House of Lords in the point of Impositions (1676)
- Letter of a Gentleman to his Friend showing that the Bishops are not to be judges in Parliament in Cases Capital (1679)
- Lord Holles his Remains, being a 2nd letter to a Friend concerning the judicature of the Bishops in Parliament

Холлис также опубликовал «A True Relation of the unjust accusation of certain French gentlemen» (Правдивый рассказ о несправедливом обвинении нескольких французских джентльменов) (1671) — отчёт о заступничестве Холлиса от их лица и о споре автора с лордом верховным судьёй Килингом. В 1649 году находясь в изгнании Холлис написал Memoirs (Воспоминания), которые посвятил несравненной паре мистеру Кромвелю святому Джону и мистеру Оливеру Кромвелю. Воспоминания были опубликованы в 1699 году, перепечатаны в сборнике Select Tracts relating to the Civil Wars (Избранные брошюры, связанные с Гражданской войной) Бэрона Мазереса. Несколько речей были напечатаны и сохранились до настоящего времени. Его Letter to Van Beuninghen (письмо к Ван Бёнингену) цитируется до сих пор.

## В культуре
- В 1774 году преподобный Джон Хатчинс заявил, что фигура гиганта Аббаса была вырезана Холлисом, собственником фермы[4].
- Холлис стал одним из героев фильма 2003 года «Убить короля» режиссёра Майка Баркера. Роль Холлиса воплотил актёр Джеймс Болам[англ.].

### Биографии
- Charles Harding Firth в Dictionary of National Biography
- Horace Walpole в Royal and Noble Authors, ii. 28
- François Pierre Guillaume Guizot в Monk’s Contemporaries (Eng. trans. 1851
- A. Collins в Collections of Noble Families (1752), и в Biographia Britannica.
- Patricia Crawford, Denzil Holles ISBN 0-901050-52-0
- Samuel Rawson Gardiner, History of England (1883—1884), and History of the Great Civil War (1893)
- Lord Clarendon, History of the Rebellion, edited by William Dunn Macray
- Gilbert Burnet, History of His Own Time (1833)
- B. Whitelock, Memorials (1732).

- Эта статья (раздел) содержит текст, взятый (переведённый) из одиннадцатого издания «Британской энциклопедии», перешедшего в общественное достояние.